# Elisabeth Murdoch
Dame Elisabeth Joy Murdoch AC, DBE (nacida como Elisabeth Joy Greene; 8 de febrero de 1909 - 5 de diciembre de 2012), anteriormente conocida como Lady Murdoch, fue una filántropa australiana. Era la esposa del editor de periódicos australiano Sir Keith Murdoch y la madre del propietario de medios de comunicación internacionales Rupert Murdoch. Fue nombrada Dama Comandante de la Orden del Imperio Británico (DBE) en 1963 por sus trabajos de caridad en Australia y en el extranjero.
El 5 de diciembre de 2012, Murdoch murió mientras dormía en Melbourne a la edad de 103 años.